# Schiefling am Wörthersee
Schiefling am Wörthersee (słoweń. Škofiče) – gmina targowa w Austrii, w kraju związkowym Karyntia, w powiecie Klagenfurt-Land, położona nad jeziorem Wörthersee. Według Austriackiego Urzędu Statystycznego liczyła 2623 mieszkańców (1 stycznia 2015).